# برادران هاوز
برادران هاوز (انگلیسی: Howes Brothers) از اولین کسانی بودند که وارد دنیای عکاسی تجاری شدند و در سال‌های پس از جنگ داخلی آمریکا از حرفه‌ی پررونقی برخوردار بودند.
برادر بزرگتر، آلوا، متولد ۱۸۵۳، که در اشفیلد، ماساچوست بزرگ شد، اولین کسی بود که پس از مدتی کارگری در مزرعه، در اواسط دهه ۱۸۸۰ به عکاسی روی آورد. او برادرش والتر را نیز به این حرفه آورد و آنها با هم شروع به گرفتن و فروش عکس در جنوب نیو انگلند و دره هادسن کردند. در سال ۱۸۸۸ آنها استودیویی در ترنرز فالز، ماساچوست تأسیس کردند و گهگاه کوچکترین خواهر و برادرشان، جورج، را نیز استخدام می‌کردند.
تابستان‌ها، والتر و جورج به گشت و گذار می‌رفتند و برای یک هفته یا بیشتر در شهری اقامت می‌کردند، عکس می‌گرفتند و عکس‌های چاپ شده را به قیمت سه دلار می‌فروختند. از سوی دیگر، آلوا استودیوی ترنرز فالز را اداره می‌کرد و تا سال ۱۸۹۴ در آنجا ماند تا اینکه کسب و کارش به دلیل رکود اقتصادی ۱۸۹۳ ورشکست شد. در سال ۱۸۹۶، آلوا به عکاسی بازگشت و به برادرانش در جاده پیوست.
آنها در سراسر نیو انگلند، به ویژه در ماساچوست، کنتیکت و رود آیلند، عکاسی می‌کردند. آنها در فروش عکس‌های مقرون به صرفه و با قابلیت تولید آسان تخصص داشتند و زندگی مردم عادی را ثبت می‌کردند، مردمی که بسیاری از آنها هرگز عکس استودیویی رسمی از آنها گرفته نمی‌شد. تا اینکه در سال ۱۹۰۲، این برادران تصمیم گرفتند به زندگی جهانگردی خود پایان دهند.
آخرین عکس‌هایی که آلوا از خود به جا گذاشته مربوط به سال ۱۹۰۶ یا ۱۹۰۷ است؛ او در سال ۱۹۱۹ در اشفیلد درگذشت. والتر و جورج به مشاغل تجاری دیگری روی آوردند. جورج در سال ۱۹۲۵ و والتر در سال ۱۹۴۵ درگذشتند. برادران هاوز بیش از ۲۰۰۰۰ عکس گرفتند که بسیاری از آنها در اوایل دهه ۱۹۸۰ در یک تلاش حفاظتی مرمت شدند. این آرشیو در انجمن تاریخی اشفیلد، ماساچوست قرار دارد.
نسخه‌های کپی آن به صورت میکروفیلم در دانشگاه ماساچوست امهرست و کتابخانه عمومی گرینفیلد در گرینفیلد، ماساچوست موجود است. کتاب «بازتاب‌های نیو انگلند، ۱۸۸۲-۱۹۰۷: عکس‌های برادران هاوز» (انتشارات پانتئون، ۱۹۸۱) که توسط آلن نیومن ویرایش شده است، کتابی است که زندگی و کار برادران هاوز را شرح می‌دهد.